# Mimosa Echard
Mimosa Echard (...) è un'artista francese.

## Biografia
Nata nel 1986 ad Alès, Mimosa Echard è cresciuta con le sue sorelle in una comunità hippy nelle Cévennes. Ha studiato all'École nationale supérieure des arts décoratifs di Parigi, dove si è diplomata nel 2010. 
Nel 2019 è stata residente a Villa Kujoyama a Kyoto. Dal 2021 è responsabile del laboratorio di pittura della École nationale supérieure des beaux-arts di Parigi.
Mimosa Echard ha ricevuto il Premio Marcel Duchamp 2022. È rappresentata dalle gallerie Chantal Crousel (Parigi) e Martina Simeti (Milano).

## Lavoro
La ricerca artistica di Mimosa Echard esplora i confini tra natura e cultura pop. Grazie a una pratica multidisciplinare che spazia dalla pittura, alla scultura, al video e al digitale, crea mondi immaginari dai tratti psichedelici attraverso l'accumulo e l'assemblaggio di oggetti, immagini e riferimenti botanici delle Cévennes (la sua regione natale), una regione con una lunga storia di esperimenti controculturali e comunitari iniziati negli anni 70.
La componente collaborativa è importante nella lettura della sua ricerca: "Le collaborazioni sono sempre un modo per creare eventi ed esperienze collettive al di fuori del sistema di convalida dell'arte e delle istituzioni".
Un esempio è il "gioco di esplorazione sperimentale open-source" proposto dall'artista come parte della mostra al Palais de Tokyo nel 2022 e accessibile solo online. Realizzato con la collaborazione di uno sviluppatore di software, musicisti e attori, lo "scenario immagina un approccio coinvolgente e umoristico alle relazioni interspecie".
Il suo lavoro è stato oggetto di diverse mostre personali, tra cui Sporal, al Palais de Tokyo di Parigi nel 2022, o Sluggy Me alla Collection Lambert di Avignone nel 2021, ma anche in varie gallerie tra cui la galleria Samy Abraham di Parigi.

## Mostre personali (selezione)
- 2022: Sporal, Palais de Tokyo, Parigi
- 2021: Sluggy Me, Collection Lambert, Avignone
- 2021: Numbs, Galleria Chantal Crousel, Parigi
- 2020: Un bout de toi, Salomon, Martina Simeti, Milano
- 2019: Cracher une image de toi/ Spitting an image of you, con Ryan Foerster e Hannah Buonaguro, Galleria VNH, Parigi
- 2019: LUCA, con Michel Blazy, Dortmunder Kunstverein, Dortmund
- 2019: Pulpe, con Shanta Rao, a cura di Raphaël Brunet, Ecole municipale des beaux-arts, Galleria Édouard-Manet, Gennevilliers
- 2018: Mauve Dose, Reparto maternità dell'HUG di Ginevra, Ginevra
- 2017: FRIENDS, Galleria Samy Abraham, Parigi
- 2017: Pulsion Potion, Galleria Cell Project Space, Londra
- 2016: iDeath, Galleria Samy Abraham, Parigi
- 2015: Asterisco Mariposa, Fire Place, Barcellona
- 2015: Dead is the New Life, Le Plateau (centro d'arte contemporanea) / Frac, Île-de-France
- 2015: Mithril, con Jonathan Martin, Galleria Circonstance, Nizza
- 2015: Une robe profonde d'empathie, con Jean-Marie Perdrix, Galleria Samy Abraham, Parigi
- 2014: Destroy the Image and You Will Break the Enemy, Project room, Galleria Chez Valentin, Parigi
- 2012: BOOSTER, Modules Pierre-Bergé - Fondazione Yves-Saint-Laurent, a cura di Daria de Beauvais, Palais de Tokyo, Parigi
- 2012: Oiseau / hasard, Casa d'arte Bernard-Anthonioz, Nogent-sur-Marne
- 2010: Pour changer de forme, diploma, École nationale supérieure des arts décoratifs, Parigi

## Premi e selezioni
- 2022: Premio Marcel Duchamp, Centro Georges Pompidou, Parigi
- 2021: Premio Ettore e Ines Fico, Museo Ettore Fico, Torino
- 2021: Marval Collection Fund, Italia
- 2018: Finalista, Premio BFSP per la scultura, Fonderia Artistica Battaglia, Milano
- 2015: Finalista, premio Le Meurice per l'arte contemporanea, Parigi

## Residenze
- 2022: Villa Albertine, Miami
- 2019: Villa Kujoyama, Kyoto
- 2014/15: Cité internationale des arts, Parigi
- 2014: Lafayette Anticipations - Fondazione aziendale delle Gallerie Lafayette, Parigi
- 2014: Villa Arson, Nizza
- 2011: Residenza d'artisti Thailywood, Chonburi (Thailandia)

## Collezioni
Le opere di Mimosa Echard fanno parte di collezioni pubbliche e private, tra cui il Centro Georges Pompidou, la Fondazione Louis-Vuitton, il Musée d'art moderne de la Ville de Paris, il Centro Nazionale delle Arti Visive di Parigi, la Lafayette Anticipations - Fondazione Aziendale delle Gallerie Lafayette in Francia, il Museo Ettore Fico di Torino (Italia), la Samdani Art Foundation di Dhaka (Bangladesh).

### Stampa
- Matthieu Jacquet, "Dans l'incroyable atelier de Mimosa Echard, l'enchanteresse qui transforme l'art et la nature", Numéro, 9 aprile 2021.
- Lise Guéhenneux, "Mimosa Echard", Crash Magazine, edizione 93, marzo 2021, p. 60-71.
- Charles Aubin, "Il corno dell'abbondanza: Mimosa Echard", Mousse Magazine, ottobre 2020.
- Roxana Azimi, "Jeune pousse. Mimosa Echard, naturel butineur", Le Monde, gennaio 2017.